# 無罪
無罪（むざい、英: not guilty）とは、対象行為が罪・違反に当たらないことをいう。刑事訴訟においては、被告事件が罪とならないとき、もしくは被告事件の事実において、犯罪の構成要件がことをいう。

## 証拠裁判主義
証拠裁判主義とは、裁判手続において当事者が主張する事実を、証拠、証言、自白などに基づいて事実認定をする原則をいう。
古代から裁判手続では神判による罪の認定が行われていた。世界各地の神判には熱した鉄片を用いる火神判、熱湯を用いる湯起請、くじを用いる抽籤神判などがありしばしば行われた。湯起請などは犯罪の解明だけでなく境相論を決着させる際にも用いられた。古代の日本にも盟神探湯（くがたち）と呼ばれる神判があった。
ヨーロッパではオーディール（ordeal）と呼ばれる火や水などを使った神判が行われ、広義には訴訟手続として行なわれる決闘もこれに含まれる。オーディールに関する記述はソフォクレスの『アンティゴネー』に熱鉄審の言及があるほか、古代ローマでもオーディールは実施されていたといわれている。カロリング時代になると、教会は法廷決闘をオーディールから分けて批判するようになった。ヨーロッパで神判が最も行われていたのは11世紀から12世紀にかけてとされているが頻繁に実施されていたわけではない。ただし、この時代の神判は民事・刑事を問わずより広範に適用されるようになった。さらに神判が行われる地域も東欧や北欧にまで拡大した。
12世紀後半から13世紀になると教会は法廷決闘だけでなくオーディールに対しても批判的な立場をとるようになった。1215年のラテラノ第4公会議は聖職者のオーディールへの関与の禁止を決議した。12世紀から13世紀には糾問手続や陪審制などの訴訟手続が確立され神判は衰退の過程をたどった。
近代合理主義は人間の理性の尊重に立脚した思想を生み出し従来の神判を克服していった。証拠裁判主義は、より具体的には、犯罪事実は法律上の証拠能力があり、かつ、適法・適式に行われた証拠調べを経た証拠によって認定されなければならないとする原則をいう。

## 無罪推定原則
近代以後の刑事手続の原則となっている無罪推定原則では、犯罪事実が認められない場合だけでなく、違法性阻却事由や責任阻却事由が存在する場合や真偽不明の場合にも無罪が言い渡される。これは中世に行われていた極めて不合理な裁判を排除するものである。また、無罪の証明に成功しない限り有罪が認定されるとなると、犯罪の存在ではなく、訴訟の進め方に問題があった場合にまで処罰されかねないためである。
犯罪成立に関する心証の程度には、犯罪の成立を認めうるような証拠を積み上げ高度の蓋然性が認められるときに犯罪の成立を認定する高度の蓋然性の証明基準と、犯罪の成立を否定する方向への評価を消去していき合理的な疑いを残す余地がない場合に犯罪の成立を認定する合理的な疑いを超える証明基準の2つのアプローチがある。

## 「無罪」と「無実」
「無罪」と類似する概念に「無実」がある。「無罪」の本来的な用法は、犯罪について構成要件該当性・違法性・有責性の観点から証明が認められないという司法判断であるのに対し、「無実」は司法判断ないしは裁判制度などに制約されない絶対的な真実として「事実がない」ということを指す、との使い分けが一般的である。無罪判決が出ても、構成要件該当性・違法性・有責性の観点から犯罪の証明が認められないだけで、反社会的行為を行ったと認定されることはある。その意味では、無実と無罪は近似する概念ではあるが必ずしもイコールではない。歴史的な経緯もあって一般的には「罪がないのに罪を犯したとされること（冤罪）」を、「無実の罪」と称することも少なくない。

## not proven
スコットランドの裁判では判決が3通りある。conviction（有罪）、not guilty（無罪）の2つは日本やその他の国々と同じだが、この他にnot proven（証拠不十分）というものがあり、not guiltyと同様に被告は釈放となる。著名な事件ではマドレイン・スミス（Madeleine Smith）による愛人毒殺事件の裁判でnot provenの判決が下されている。

## 灰色無罪
疑わしいにもかかわらず証拠不十分などのために言い渡される無罪判決は、灰色無罪と俗称される。灰色無罪は、真犯人の判明やDNA鑑定などで証明された完全無罪とは本質的に異なるが、法律の上で両者を区別する規定はない。

### 灰色無罪の例
- O・J・シンプソン事件[12][13]
- 佐賀女性7人連続殺人事件[14]
- 首都圏女性連続殺人事件[15]（ただし11件のうち1件のみ完全無罪）
- 城丸君事件[16]
- 舞鶴高1女子殺害事件[17]
- 陸山会事件[18]

### 完全無罪の例
- 足利事件[19]
- 綾瀬母子殺人事件[20]
- 宇和島事件[20]
- 警察官ネコババ事件
- 志布志事件[21]
- 清水局事件
- 下田缶ビール詐欺事件
- 土田・日石・ピース缶爆弾事件[22]
- 東京・柳島自転車商一家殺人事件
- 富山・長野連続女性誘拐殺人事件 - 第一審（富山地裁）および控訴審（名古屋高裁金沢支部）の判決はいずれも、共同正犯として起訴された被告人2人（男女）のうち、女（1998年に死刑確定）の単独犯と認定した一方、男性については「共謀は認められない」と判断した[23][24]。名古屋高検が上告を断念したため、男性は無罪が確定している[25]。
- 氷見事件
- 弘前大教授夫人殺し事件
- みどり荘事件

## 参照
1. 1 2  三井誠、酒巻匡『入門刑事手続法 第6版』有斐閣、2014年、227頁
2. 1 2 3 4  『歴史学事典 9 法と秩序』弘文堂、2002年、363頁
3. 1 2 3 4 5 6 7  『歴史学事典 9 法と秩序』弘文堂、2002年、364頁
4. 1 2  渡辺直行『刑事手続法 補訂版』成文堂、2011年、337頁
5. 1 2 3  三井誠、酒巻匡『入門刑事手続法 第6版』有斐閣、2014年、232頁
6. ↑  渡辺直行『刑事手続法 補訂版』成文堂、2011年、350頁
7. ↑  広辞苑、大辞林。
8. ↑  『法学研究』第49巻p.50（慶應義塾大学法学部法学研究会、1976年）
9. ↑  菊田幸一『死刑廃止・日本の証言』（三一書房、1993年）p.52
10. ↑  野村二郎『日本の検察』（日本評論社、1977年）p.69
11. ↑  松下竜一『松下竜一その仕事』（河出書房新社、1999年）p.102
12. ↑  久保田誠一『グレイゾーン―O.J.シンプソン裁判で読むアメリカ』（文藝春秋、1997年）
13. ↑  『諸君』1996年第28巻21頁
14. ↑  『架橋』2008年3月号、平山咲子「北方事件・たった一人の支援 ― 田崎以公夫さんのライフ・ヒストリー ―」30頁
15. ↑  『文藝春秋』1996年第74巻338-344頁
16. ↑  『道新today』2001年7月号「城丸君事件無罪なら恵庭OL事件は真っ白だ」
17. ↑  『週刊FLASH』2014年11月25日号
18. ↑  『赤旗』2012年4月29日付「陸山会事件判決　識者の声　黒に近い灰色判断」
19. ↑  『再審通信』第100号、笹森学「菅家さんに「完全無罪」─足利事件に再審無罪判決」
20. 1 2  犯罪事件研究倶楽部『日本凶悪犯罪大全　SPECIAL』
21. ↑  公開シンポジウム 「志布志事件とメディア」―なぜ「架空の事件」を見抜けなかったのか―
22. ↑  『朝日ジャーナル』1988年、第30巻、第13～18号95頁
23. ↑  『北日本新聞』1988年2月10日朝刊一面1頁「M死刑 ○○被告は無罪 富山・長野連続誘拐殺人に判決 単独犯行、共謀ない 自白の信用性否定 M側控訴」（北日本新聞社）
24. ↑  『北日本新聞』1992年4月1日朝刊一面1頁「富山・長野連続誘拐殺人控訴審 ○○被告無罪 M被告は死刑 名高裁金沢支部 1審支持、共謀否定 単独犯行と認める M被告きょう上告」（北日本新聞社）
25. ↑  『北日本新聞』1992年4月15日朝刊第一社会面25頁「富山・長野連続誘拐殺人 ○○さんの無罪確定 事件発生から12年」（北日本新聞社）